# Radiology
Radiology é uma revista científica médica mensal, revisada por pares e publicada pela Radiological Society of North America e publicada desde 1923. O editor é Herbert Y. Kressel (da Harvard Medical School). O foco de Radiology é a pesquisa, e outras investigações em Radiologia, e disciplinas relacionadas. Em 2021, o factor de impacto foi de 29,146.